# Селіна Гаспарін
Селіна Гаспарін (ромш. Selina Gasparin; нар. 3 квітня 1984, Самедан, Швейцарія) — швейцарська біатлоністка, срібна призерка зимових Олімпійських ігор 2014, переможниця етапів Кубка світу з біатлону, учасниця Олімпійських ігор та чемпіонатів світу з біатлону, з 2005 року бере участь в Кубках світу з біатлону. Старша сестра швейцарських біатлоністок Елізи Гаспарін та Аїти Гаспарін.
У 2014 році Селіна одружилася з російським лижником Іллею Черноусовим. Вона пропустила сезон 2014—2015 років через вагітність та народження дитини.

## Виступи на Олімпійських іграх
| Рік  | Міце проведення | Інд | Спр | Пр | МС | Ест | ЗЕ |
| 2010 | Ванкувер        | 40  | 56  | 48 |    |     | х  |
| 2014 | Сочі            | 2   | 13  | 15 |    |     |    |
| 2018 | Пхьончхан 2018  | 65  | 41  | 39 | –  | 6   | –  |

## Виступи на чемпіонатах світу
| Рік  | Міце проведення      | Інд | Спр | Пр  | МС | Ест | ЗМ |
| 2007 | Антхольц             | 44  | 71  | —   | —  | —   | —  |
| 2008 | Естерсунд            | 90  | 37  | 46  | —  | —   | —  |
| 2009 | Пхенчхан             | 55  | 61  | —   | —  | —   | —  |
| 2011 | Ханти-Мансійськ      | 13  | 55  | DNS | —  | —   | 15 |
| 2012 | Рупольдінг           | 51  | 12  | 13  | 26 | LPD | 10 |
| 2013 | Нове Место-на-Мораві | 20  | 42  | 40  | —  | 13  | 12 |

## Кар'єра в Кубку світу
- Дебют в кубку світу — 26 листопада 2005 року в спринті в Естерсунді — 86 місце.
- Перше попадання в залікову зону — 9 січня 2009 року в спринті в Обергофі — 29 місце.
- Перший подіум — 6 грудня 2013 року в спринті в Гохфільцені — 1 місце.
- Перша перемога — 6 грудня 2013 року в спринті в Гохфільцені — 1 місце.

## Загальний залік в Кубку світу
- 2008–2009 — 84-е місце (12 очок)
- 2009–2010 — 36-е місце (198 очок)
- 2010–2011 — 29-е місце (316 очок)
- 2011–2012 — 29-е місце (253 очки)
- 2012–2013 — 19-е місце (439 очок)

## Статистика стрільби
| № п/п | Сезон     | Загальна         | Індивідуальна гонка | Спринт          | Гонка переслідування | Мас-старт      | Естафета       |
| ----- | --------- | ---------------- | ------------------- | --------------- | -------------------- | -------------- | -------------- |
| 1     | 2005-2006 | 65,0 % (13/20)   | 0,0 % (0/0)         | 65,0 % (13/20)  | 0,0 % (0/0)          | 0,0 % (0/0)    | 0,0 % (0/0)    |
| 2     | 2006-2007 | 67,5 % (27/40)   | 85,0 % (17/20)      | 50,0 % (10/20)  | 0,0 % (0/0)          | 0,0 % (0/0)    | 0,0 % (0/0)    |
| 3     | 2007-2008 | 74,0 % (74/100)  | 35,0 % (7/20)       | 82,5 % (33/40)  | 85,0 % (34/40)       | 0,0 % (0/0)    | 0,0 % (0/0)    |
| 4     | 2008-2009 | 73,3 % (132/180) | 75,0 % (30/40)      | 72,5 % (58/80)  | 73,3 % (44/60)       | 0,0 % (0/0)    | 0,0 % (0/0)    |
| 5     | 2009-2010 | 77,3 % (170/220) | 85,0 % (68/80)      | 68,8 % (55/80)  | 78,3 % (47/60)       | 0,0 % (0/0)    | 0,0 % (0/0)    |
| 6     | 2010-2011 | 82,1 % (279/340) | 88,8 % (71/80)      | 83,0 % (83/100) | 73,0 % (73/100)      | 86,7 % (52/60) | 0,0 % (0/0)    |
| 7     | 2011-2012 | 73,6 % (251/341) | 65,0 % (26/40)      | 76,3 % (61/80)  | 73,6 % (103/140)     | 77,5 % (31/40) | 73,2 % (30/41) |
| 8     | 2012-2013 | 76,6 % (363/474) | 85,0 % (51/60)      | 75,0 % (75/100) | 68,1 % (109/160)     | 87,5 % (70/80) | 78,4 % (58/74) |